# Onobrychis cyri
Onobrychis cyri är en ärtväxtart som beskrevs av Aleksandr Alfonsovitj Grossgejm. Onobrychis cyri ingår i släktet esparsetter, och familjen ärtväxter. Inga underarter finns listade i Catalogue of Life.